# Rhamphomyia mirabilis
Rhamphomyia mirabilis är en tvåvingeart som beskrevs av Saigusa 1963. Rhamphomyia mirabilis ingår i släktet Rhamphomyia och familjen dansflugor. Inga underarter finns listade i Catalogue of Life.